# Deutominettia geniseta
Deutominettia geniseta är en tvåvingeart som först beskrevs av Malloch 1926.  Deutominettia geniseta ingår i släktet Deutominettia och familjen lövflugor. Inga underarter finns listade i Catalogue of Life.